# Списък на фигурите в Анатомията на Грей: III. Синдезмология
Фигурите по-долу се срещат в глава III-та: Синдезмология от Анатомията на Грей (версия от 1918 г.)

## Въведение(Тема 68)
- Фигура 292
- Фигура 293
- Фигура 294
- Фигура 295

## Класификация наставите(Тема 70)
- Фигура 296
- Фигура 297
- Фигура 298
- Фигура 299
- Фигура 300

## Стави нагръбначния стълб(Тема 72)
- Фигура 301
- Фигура 302
- Фигура 303

### Свързване наатласасаксиса(Тема 73)
- Фигура 304
- Фигура 305
- Фигура 306
- Фигура 307
- Фигура 308

### Свързване надолната челюст(Тема 75)
- Фигура 309
- Фигура 310
- Фигура 311

### Costovertebralarticulations(Тема 76)
- Фигура 312
- Фигура 313
- Фигура 314

### Sternocostalarticulations(Тема 77)
- Фигура 315

### Articulationof themanubriumandbodyof thesternum(Тема 78)
- Фигура 316
- Фигура 317
- Фигура 318

### Articulationsof thepelvis(Тема 80)
- Фигура 319
- Фигура 320
- Фигура 321
- Фигура 322
- Фигура 323
- Фигура 324

## Стави нагорния крайник

### Sternoclaviculararticulation(Тема 81)
- Фигура 325

### Acromioclaviculararticulation(Тема 82)
- Фигура 326

### Раменна става(Тема 83)
- Фигура 327
- Фигура 328

### Лакътна става(Тема 84)
- Фигура 329
- Фигура 330
- Фигура 331
- Фигура 332

### Radioulnararticulation(Тема 85)
- Фигура 333
- Фигура 334
- Фигура 335
- Фигура 336

### Metacarpophalangealarticulations(Тема 90)
- Фигура 337
- Фигура 338

## Стави надолния крайник

### Тазобедрена става(Тема 92)
- Фигура 339
- Фигура 340
- Фигура 341
- Фигура 342
- Фигура 343
- Фигура 344

### Колянна става(Тема 93)
- Фигура 345
- Фигура 346
- Фигура 347
- Фигура 348
- Фигура 349
- Фигура 350
- Фигура 351
- Фигура 352
- Фигура 353

### Глезенна става(Тема 95)
- Фигура 354
- Фигура 355
- Фигура 356

### Intertarsalarticulations(Тема 96)
- Фигура 357
- Фигура 358
- Фигура 359
- Фигура 360